# Koroška narečna skupina
Koroška narečna skupina (koroščina) ) je skupina tesno povezanih in sorodnih narečij slovenskega jezika. Govorci koroških narečij so Koroški Slovenci v avstrijskem in  slovenskem delu Koroške, kakor tudi prebivalci severozahodnih predelov slovenske Štajerske ob zgornji Dravski dolini, najzahodnejših predelov Gorenjske ob meji z Italijo in nekaterih vasi v italijanski Videmski pokrajini.

## Delitev
- severnopohorsko-remšniško narečje
- mežiško narečje[2])
- podjunsko narečje[2])
- obirsko narečje[3])
- rožansko narečje[3])
- ziljsko narečje